# Digimon Fusion
Digimon Fusion (im Original Digimon Xros Wars, jap. デジモンクロスウォーズ, Dejimon Kurosu Wōzu, ausgesprochen als Digimon Cross Wars) ist die sechste Anime-Fernsehserie des Digimon-Franchises aus dem Jahr 2010. Die Serie wurde vom Studio Tōei Animation produziert und ist in die Genre Shōnen, Abenteuer und Actionserie einzuordnen.

## Inhalt
Der sportliche und gutherzige Junge Taiki Kudō (工藤 タイキ) hört eines Nachmittags eine seltsame Melodie und leise Hilferufe. Als er darauf antwortet, erscheint der Digimon Xros Loader und er und seine Freunde Akari Hinomoto (陽ノ本 アカリ) und Zenjiro Tsurugi (剣 ゼンジロウ) werden in die Welt der Digimon gezogen. Dort sehen sie, wie eine Armee ein Dorf angreift. Shoutmon hatte um Hilfe gerufen und gemeinsam mit Taiki gelingt es, die Armee zurückzuschlagen, indem er mit dem Xros Loader Digimon fusioniert, ein sogenanntes Digi Xros.
Die Armee gehört zum Bagra Imperium, das die ganze Digiwelt erobern will. Von da an kämpfen Taiki, seine Freunde und ihre Digimon gegen die Armee von Bagramon.
Ein Jahr nach dem Sieg über Bargamon entdeckt das Taiki zusammen mit einem Freund namens Taigiru eine Welt zwischen der Digiwelt und der Menschenwelt, dem DigiQuartz. Von einem mysteriösen alten Mann (der sich später als Bargamon herausstellt, nun jedoch auf der Seite der Menschen steht) erhalten sie den Xros Loader. Er erzählt ihnen zudem, dass sich die verbliebene Kraft von Bargamon mit der Digitalen Kraft der Menschenwelt vermischt habe und so das Quartzmon entstanden sei, das die Menschenwelt in DigiQuartz verwandeln will und so die Menschheit auslöschen werde, und es nun die Aufgabe des Teams sei, es aufzuhalten. Da die Kraft von Taiki und seinen Freunden nicht ausreicht, holt der mysteriöse Mann Hilfe aus Parallelwelten, die der Zuschauer aus den anderen Digimonserien kennt. Gemeinsam mit der Kraft von Omnimon, Imperialdramon, Gallantmon, Sussanoomon und Shinegreymon können Taigiru und Gundramon schließlich besiegen.

## Produktion und Veröffentlichung
Die Serie wurde von Tōei Animation unter der Regie von Tetsuya Endō und nach dem Konzept von Riku Sanjō produziert. Das Charakterdesign entwarf Akihiro Asanuma, die auch die künstlerische Leitung innehatte.
Ab dem 6. Juli 2010 wurde Digimon Xros Wars Dienstagabends in Japan von TV Asahi gesendet und löste somit die Anime-Serie Kaidan Restaurant ab. Ausgestrahlt wurde die Serie im HDTV- und im 16:9-Format. Der erste Handlungsbogen mit 30 Folgen lief dort bis zum 8. März 2011. Vom 3. April bis zum 25. September 2011 wurde der zweite Handlungsbogen unter dem Titel Digimon Xros Wars – Aku no Death General to Nanatsu no Ōkoku (デジモンクロスウォーズ 〜悪のデスジェネラルと七つの王国〜, Dejimon Kurosu Wōzu – Aku no Desu Jeneraru to Nanatsu no Ōkoku, dt. „Digimon Xros Wars – Die teuflischen Todesgeneräle und die sieben Königreiche“) Sonntag frühmorgens gesendet. Vom 2. Oktober 2011 bis zum 25. März 2012 lief der dritte Handlungsbogen unter dem Titel Digimon Xros Wars – Toki o Kakeru Shōnen Hunter-tachi (デジモンクロスウォーズ 〜時を駆ける少年ハンターたち〜, Dejimon Kurosu Wōzu – Toki o Kakeru Shōnen Hantā-tachi, dt. „Digimon Xros Wars – Die jungen Jäger, die durch die Zeit sprangen“).
Außerhalb Asiens wurde die Serie von Saban Brands lizenziert. Die US-amerikanische Filmproduktionsgesellschaft Studiopolis Inc. produzierte in deren Auftrag die englischsprachige Fassung für den nichtasiatischen Raum. In der US-amerikanischen Version sind viele der japanischen Namen anglisiert, und Szenen, die Gewalt enthielten oder als unbedeutend erschienen, geschnitten und Dialoge und Bezeichnungen verändert. Außerdem wurde die originale Hintergrundmusik entfernt und durch Eigenkompositionen ersetzt.
Eine weitere für den asiatischen Raum produzierte englischsprachige Version, die dem japanischen Original weitgehend treu blieb, wurde vom unabhängigen Filmemacher William Winckler produziert und in asiatischen Ländern wie Malaysia und Singapur von 2012 bis 2013 unter dem Titel Digimon Fusion Battles auf Disney XD Asia ausgestrahlt.
Die deutschsprachige Ausstrahlung des ersten Handlungsbogens im Fernsehen fand ab dem 10. November 2014 im YEP!-Programm auf ProSieben MAXX unter dem Titel Digimon Fusion statt. Der Vertrieb der 30 Folgen in Deutschland fand durch KSM Anime statt, welcher die Serie im Sommer 2015 auf DVD, aufgeteilt in 2 Boxen, veröffentlichte. Im Gegensatz zu vorherigen Staffeln und Serien wird im deutschsprachigen Raum nicht die japanische Originalfassung, sondern die veränderte von Studiopolis produzierte englischsprachige Version als Vorlage gezeigt. Eine Veröffentlichung der weiteren 49 Folgen steht bislang aus.

### Synchronisation
| Rolle (Original) | Japanischer Sprecher (Seiyū) | Rolle (deutsch)    | Synchronsprecher |
| ---------------- | ---------------------------- | ------------------ | ---------------- |
| Taiki Kudō       | Minami Takayama              | Mikey Kudo         | Tom Küttler      |
| Shoutmon         | Chika Sakamoto               | Shoutmon           | Frank Gahler     |
| Akari Hinomoto   | Ryoko Shiraishi              | Angie Hinomoto     | Camille Jung     |
| Zenjiro Tsurugi  | Daisuke Kishio               | Jeremy Tsurugi     | Tim Hildebrandt  |
| Kiriha Aonuma    | Takeshi Kusao                | Christopher Aonuma | Matthias Busch   |
| Monitamon        | Yūko Maruyama                | Monitamon          | Santiago Ziesmer |

### Musik
Die Musik der Serie komponierte Kōsuke Yamashita. Der Vorspanntitel Never Give Up! (ネバギバ！) wurde von Sonar Pocket gesungen. Der Titel We are Xros Heart! von Kōji Wada dient als Insert-Song für DigiFusionen innerhalb von Taikis Team Xros Heart. Fusioniert Beelzemon mit den anderen Digimon zu Shoutmon x4B, wird das Lied X4B The Guardian gespielt, greift Sparrowmon ins Geschehen ein, ist Sora Mau Yuusha x5! zu hören – beide Songs stammen ebenfalls von Kōji Wada. Der DigiFusions-Song von Kirihas Team Blue Flare heißt Blazing Blue Flare und wird von Takatori Hideaki gesungen.

## Adaptionen

### Videospiel
Zum Anime wurde das Arcade-Spiel Digimon Xros Wars Super Digica Taisen (デジモンクロスウォーズ超デジカ大戦) veröffentlicht.

### Manga
Seit Juni 2010 erscheint im Magazin V Jump des Verlags Shūeisha ein Manga zur Animeserie. Dieser wird von Yuki Nakashima gezeichnet.